# Atlanta Open 2024
L'Atlanta Open 2024 è stato un torneo di tennis giocato sul cemento. È stata la 36ª edizione dell'evento facente parte della categoria ATP Tour 250 nell'ambito dell'ATP Tour 2024. Si è giocato all' Atlantic Station di Atlanta, negli Stati Uniti, dal 22 al 28 luglio 2024.

## Partecipanti

### Teste di serie
| Giocatore   | Nazionalità                 | Ranking* | Testa di serie |
| ----------- | --------------------------- | -------- | -------------- |
| Stati Uniti | Ben Shelton                 | 14       | 1              |
| Francia     | Adrian Mannarino            | 25       | 2              |
| Stati Uniti | Frances Tiafoe              | 30       | 3              |
| Australia   | Jordan Thompson             | 40       | 4              |
| Spagna      | Alejandro Davidovich Fokina | 41       | 5              |
| Serbia      | Miomir Kecmanović           | 47       | 6              |
| Stati Uniti | Brandon Nakashima           | 53       | 7              |
| Australia   | Max Purcell                 | 64       | 8              |

* Ranking al 15 luglio 2024.

### Altri partecipanti
I seguenti giocatori hanno ricevuto una wildcard per il tabellone principale:
- Alejandro Davidovich Fokina
- Andres Martin
- Denis Shapovalov

Il seguente giocatore è entrato nel tabellone principale come special exempt:
- Reilly Opelka

I seguenti giocatori sono passati dalle qualificazioni:

- Shang Juncheng
- Mattia Bellucci
- Zachary Svajda
- Billy Harris

I seguenti giocatori sono entrati nel tabellone principale come lucky loser:
- Adam Walton
- Jeffrey John Wolf
- Harold Mayot

### Ritiri
Prima del torneo
- James Duckworth → sostituito da  Arthur Cazaux
- Lloyd Harris → sostituito da  Adam Walton
- Thanasi Kokkinakis → sostituito da  Harold Mayot
- Constant Lestienne → sostituito da  Jeffrey John Wolf
- Giovanni Mpetshi Perricard → sostituito da  Max Purcell

## Partecipanti al doppio

### Teste di serie
| Nazione     | Giocatore         | Nazione     | Giocatore          | Ranking* | Testa di serie |
| ----------- | ----------------- | ----------- | ------------------ | -------- | -------------- |
| Australia   | Max Purcell       | Australia   | Jordan Thompson    | 42       | 1              |
| Stati Uniti | Nathaniel Lammons | Stati Uniti | Jackson Withrow    | 56       | 2              |
| Regno Unito | Julian Cash       | Stati Uniti | Robert Galloway    | 75       | 3              |
| Ecuador     | Diego Hidalgo     | Australia   | John-Patrick Smith | 126      | 4              |

* Ranking al 15 luglio 2024.

### Altri partecipanti
Le seguenti coppie di giocatori hanno ricevuto una wildcard per il tabellone principale:
- Keshav Chopra /  Andres Martin
- Brandon Nakashima /  Bryce Nakashima

Le seguenti coppie di giocatori sono entrate in tabellone con il ranking protetto:
- William Blumberg /  Marcus Daniell
- Christian Harrison /  Fabrice Martin

Le seguenti coppie di giocatori sono entrate in tabellone come alternate:
- Rithvik Choudary Bollipalli /  Niki Kaliyanda Poonacha
- Hans Hach Verdugo /  Adrian Mannarino
- Tristan Schoolkate /  Adam Walton

### Ritiri
Prima del torneo
- Harri Heliövaara /  Henry Patten → sostituiti da  Ryan Seggerman /  Patrik Trhac
- Thanasi Kokkinakis /  Frances Tiafoe → sostituiti da  Tristan Schoolkate /  Adam Walton
- Constant Lestienne /  Shang Juncheng → sostituiti da  Rithvik Choudary Bollipalli /  Niki Kaliyanda Poonacha
- Rafael Matos /  Marcelo Melo → sostituiti da  Hans Hach Verdugo /  Adrian Mannarino

## Punti
| Evento    | V   | F   | SF  | QF | 2T   | 1T | Q    | Q2   | Q1   |
| Singolare | 250 | 165 | 100 | 50 | 25   | 0  | 13   | 7    | 0    |
| Doppio    | 250 | 150 | 90  | 45 | N.D. | 0  | N.D. | N.D. | N.D. |

## Montepremi
| Evento    | V         | F        | SF       | QF       | 2T       | 1T      | Q2      | Q1      |
| Singolare | 114 970 $ | 67 070 $ | 39 435 $ | 22 850 $ | 13 270 $ | 8 110 $ | 4 055 $ | 2 210 $ |
| Doppio*   | 39 950 $  | 21 380 $ | 12 530 $ | 7 000 $  | N.D.     | 4 130 $ | N.D.    | N.D.    |

*per team

## Campioni

### Singolare
Yoshihito Nishioka ha sconfitto in finale  Jordan Thompson con il punteggio di 4-6, 7-6(2), 6-2.
- È il terzo titolo in carriera per Nishioka, il primo in stagione.

### Doppio
Nathaniel Lammons /  Jackson Withrow hanno sconfitto in finale  André Göransson /  Sem Verbeek con il punteggio di 4-6, 6-4, [12-10].